# NGC 2010

NGC 2010 är en öppen stjärnhop i Stora magellanska molnet i stjärnbilden Taffelberget. Den upptäcktes den 12 november 1836 av John Herschel.